# Ленин (геоглиф)
«Ленин» — геоглиф вблизи деревни Макачёво в Вытегорском районе Вологодской области. В феврале 2019 года включён в список выявленных объектов культурного наследия Вологодской области. В январе 2024 года получил статус объекта культурного наследия регионального значения.

## История
Саженцы деревьев в форме букв, составляющих надпись «ЛЕНИН», высадили ученики местной школы в 1924 году, в год смерти Владимира Ильича Ленина. Сейчас эта надпись заросла и плохо читается. Геоглиф, наблюдаемый на спутниковых снимках, высажен в 1984 году рядом со старой надписью.
В 1970 году, когда отмечался столетний юбилей основателя Советского государства, возле елей посадили кусты акации, создав с их помощью число «100».
Новый геоглиф выполнен в виде лесных посадок общей протяженностью 100 метров, высота букв составляет 30 метров, ширина — 16 метров. Для создания геоглифа были использованы саженцы ели. Надпись из елей прекрасно сохранилась, отчётливо читается на космических снимках.

## Другие геоглифы «Ленин»
Около города Тюкалинск Омской области: 55°50′52″ с. ш. 72°10′19″ в. д., примерные размеры — 50 на 200 метров.